# Mauzé-sur-le-Mignon
Mauzé-sur-le-Mignon è un comune francese di 2 823 abitanti situato nel dipartimento delle Deux-Sèvres nella regione della Nuova Aquitania.

## Società

### Evoluzione demografica
Abitanti censiti